# Скелетохронология
Скелетохронология — метод, используемый для определения индивидуального возраста позвоночных путем подсчета так называемых ростовых слоёв в кальцифицированных частях скелета позвоночных животных. Метод широко используется в современных исследованиях возраста ныне живущих и вымерших животных.
Термин «скелетохронология» был предложен Жаком Кастане в 1977 году для описания метода определения возраста по минерализованным скелетным элементам. Наибольшее распространение он приобрёл среди герпетологов и батрахологов. В ихтиологии и териологии обычно используют термин «регистрирющие структуры», так как определение возраста у рыб и млекопитающих чаще проводится по чешуе и зубам, не относящимся к скелету.

## История
С начала XX века стали появляться сообщения о том, что в связи с неравномерностью нарастания в течение года костной ткани образуются ростовые слои. Уже тогда делались предположения, что с их помощью можно определять возраст рыб, амфибий и рептилий, а также млекопитающих, но доказательств годичного характера формирования этих слоёв ещё не было. Начали накапливаться свидетельства того, что ростовые слои в костях коррелируют с длиной тела особей и их возрастом, а также отражают периоды засухи. Доказательства годовой периодичности формирования ростовых слоёв костной ткани начали появляться со второй половины XX века. С помощью скелетохронологии была показана ненадёжность определения возраста амфибий и рептилий по линейным размерам тела. Тогда же метод стал широко применяться в герпетологических исследованиях.

## Принцип
В костной ткани выделяют слои, состоящие из участков различной толщины. Широкие зоны образуются в период активного роста. Узкие зоны, называемые линиями склеивания, соответствуют периодам покоя. Один слой костной ткани из широкой и узкой полосы соответствует одному году.
Регистрирующие структуры отражают сезонные изменения физиологического состояния организма, происходящие в ходе диапаузы. Эти изменения имеют эндогенные причины, так как происходят в том числе при помещении животных в постоянные условия. У животных, обитающих в регионах с мягким климатом и нечёткой сезонностью ростовые слои в кости выражены плохо.
Часто в костях наблюдаются резорбция ткани, из-за чего ростовые слои, соответствующие первым годам жизни, разрушаются. У мелких холоднокровных животных она незначительна, в то время как у средних и крупных (черепах и крокодилов) она более интенсивна. Наиболее выражена резорбция в костях теплокровных животных, таких как синапсиды (включая млекопитающих) и орнитодиры (включая птиц).
Костная ткань способна фиксировать различные внутрисезонные изменения физиологического состояния организма, приводящие к задержке роста. Это приводит к формированию дополнительных линий, не являющихся годовыми. Как правило, такие линии менее резко выражены, что позволяет отличить их от годовых.

## Применение

### Беспозвоночные
У некоторых беспозвоночных животных возможно определение возраста по ростовым слоям во внешнем скелете, таком как известковый скелет кораллов или раковины двустворчатых, плеченогих, иглокожих. Метод получил название склерохронологии по аналогии с дендрохронологией. Иногда скелетохронология рассматривается как разновидность склерохронологии.

### Рыбы
Определение возраста рыб производят, как правило, по отолитам и чешуям, не относящимся к скелету, но возможно также использование в качестве регистрирующих структур костей жаберной крышки, позвонков и лучей плавников.

### Земноводные и пресмыкающиеся
Метод наиболее часто используется для определения возраста современных амфибий и рептилий, так как кости этих животных не претерпевают внутренней перестройки. Выбор регистрирующих структур зависит от таксона. Как правило, применяют трубчатые кости. Так, для определения возраста ящериц и бесхвостых амфибий используют в основном фаланги пальцев, в то время как для хвостатых амфибий они непригодны в силу высокой регенерационной способности. Возможно также использование других трубчатых костей, таких как бедренная, большая и малая берцовые. У змей регистрирующими структурами являются позвонки, в том числе хвостовые, или некоторые кости черепа. Для ящерицы с сильно редуцированными конечностями — трёхпалого хальцида — также показана применимость хвостовых позвонков. У крокодилов определение возраста возможно с помощью остеодерм.
Метод определения возраста по регистрирующим структурам был применен также для оценки скорости роста динозавров, однако в данном случает оценка осложняется тем, что так называемые «годичные кольца» на срезе костей могли закладываться чаще, чем один раз в год, что свойственно современным эндотермам, и таким образом нивелировать все получаемые в подобных исследованиях результаты.

### Птицы
Первые попытки выявления ростовых слоёв в костной ткани птиц были многообещающими. В работе, опубликованной годом позже, не рекомендовалось использование кости птиц в качестве регистрирующей структуры без дополнительных исследований, так как ростовые слои в периосте выявлялись не по всей поверхности кости, а на отдельных участках, а в эндосте не являлись годовыми. Дальнейшие исследования показывали как положительные, так и отрицательные результаты.

### Млекопитающие
Костная ткань млекопитающих, как правило, сильно васкуляризирована, в связи с чем новые слои подвержены перестройке. В разных группах её скорость отличается, поэтому отличается и значимость костной ткани млекопитающих как регистрирующей структуры. В качестве регистрирующей структуры у млекопитающих чаще используют ткани зуба. Этот метод получил название цементохронологии. Костная ткань используется в качестве регистрирующей структуры у насекомоядных, зайцеобразных и грызунов.